# Tino-Sven Sušić
Tino-Sven Sušić (Sarajevo, 13 februari 1992) is een Bosnisch-Belgisch voetballer die doorgaans speelt als middenvelder. In november 2024 verruilde hij FC Francavilla voor US Trodica. Sušić maakte in 2014 zijn debuut in het Bosnisch voetbalelftal.

## Clubcarrière
Op jonge leeftijd vertrok Sušić met zijn familie naar België. Sušić speelde in zijn jeugd voor diverse clubs in België, waar hij ook opgroeide. Achtereenvolgens was hij actief voor de jeugdelftallen van CS Visé en KRC Genk en in 2009 kwam hij bij Standard Luik terecht. Bij de Waalse club wist de middenvelder niet door te breken en in juni 2012 tekende hij voor vier jaar bij het Kroatische HNK Hajduk Split. Hij speelde in zijn beginperiode bij Hajduk vaak vanaf de rechterkant, maar door de toenmalige coach Igor Tudor werd hij vaker als defensieve middenvelder ingezet.
Sušić was in januari 2015 dicht bij een transfer naar het Italiaanse Internazionale, maar de transfer ketste op het laatste moment toch af. In de zomer van 2016 maakte Sušić de overstap naar KRC Genk, waar hij voor drie jaar tekende. In zijn eerste seizoen speelde hij vijftien competitiewedstrijden. In de zomer van 2017 huurde Maccabi Tel Aviv de middenvelder voor één seizoen van KRC Genk. De Israëlische club dwong ook een aankoopoptie af. Na een halfjaar keerde hij al terug naar Genk. Hierna sloot de Bosniër zich aan bij Royal Antwerp, waar hij voor anderhalf jaar tekende.
Al na een half seizoen mocht hij vertrekken, waarop VVV-Venlo hem in juli 2018 aantrok en een contract voor één jaar gaf, met een optie voor een jaar extra. Deze optie werd in februari 2019 gelicht door de Venlose eredivisionist. Desalniettemin werd zijn doorlopende contract kort voor het verstrijken van de transferdeadline in september 2019 alweer ontbonden, zodat Sušić transfervrij kon uitkijken naar een nieuwe club. In oktober 2019 sloot hij aan bij TSV Hartberg dat uitkomt in de Oostenrijkse Bundesliga. Ruim drie maanden later keerde de middenvelder terug naar zijn vaderland, waar hij voor FK Sarajevo tekende. In oktober 2021 sloot hij aan bij FK Koeban Krasnodar, waarna hij in april 2022 weer vertrok naar Tabor Sežana. Hier vertrok hij in juli 2022 weer. Hij vond in maart 2023 in NK Rudeš een nieuwe werkgever. In de zomer van dat jaar verkaste de middenvelder naar Tuzla City. Een jaar later verkaste hij naar FC Francavilla. Ruim een maand later nam US Trodica hem over.

## Clubstatistieken
| Seizoen | Club               | Competitie     | Competitie | Competitie | Beker | Beker | Internationaal | Internationaal | Overig | Overig | Totaal | Totaal |
| Seizoen | Club               | Competitie     | Wed.       | Dlp.       | Wed.  | Dlp.  | Wed.           | Dlp.           | Wed.   | Dlp.   | Wed.   | Dlp.   |
| ------- | ------------------ | -------------- | ---------- | ---------- | ----- | ----- | -------------- | -------------- | ------ | ------ | ------ | ------ |
| 2012/13 | Hajduk Split       | 1. HNL         | 17         | 1          | 7     | 3     | 1              | 0              | —      | —      | 25     | 4      |
| 2013/14 | Hajduk Split       | 1. HNL         | 32         | 3          | 3     | 0     | 4              | 0              | 1      | 0      | 40     | 3      |
| 2014/15 | Hajduk Split       | 1. HNL         | 26         | 3          | 4     | 1     | 3              | 2              | —      | —      | 33     | 6      |
| 2015/16 | Hajduk Split       | 1. HNL         | 27         | 12         | 5     | 3     | 5              | 0              | —      | —      | 37     | 15     |
| 2016/17 | Hajduk Split       | 1. HNL         | 2          | 0          | 0     | 0     | 5              | 2              | —      | —      | 7      | 2      |
| 2016/17 | KRC Genk           | Eerste klasse  | 15         | 0          | 4     | 0     | 5              | 1              | —      | —      | 24     | 1      |
| 2017/18 | → Maccabi Tel Aviv | Ligat Ha'Al    | 4          | 0          | 3     | 0     | 5              | 0              | —      | —      | 12     | 0      |
| 2017/18 | Royal Antwerp      | Eerste klasse  | 2          | 0          | 0     | 0     | —              | —              | —      | —      | 2      | 0      |
| 2018/19 | VVV-Venlo          | Eredivisie     | 27         | 5          | 1     | 0     | —              | —              | —      | —      | 28     | 5      |
| 2019/20 | TSV Hartberg       | Bundesliga     | 2          | 0          | 0     | 0     | —              | —              | —      | —      | 2      | 0      |
| 2019/20 | FK Sarajevo        | Premijer Liga  | 2          | 1          | 0     | 0     | —              | —              | —      | —      | 2      | 1      |
| 2020/21 | FK Sarajevo        | Premijer Liga  | 20         | 1          | 2     | 0     | 3              | 0              | —      | —      | 25     | 1      |
| 2021/22 | FK Sarajevo        | Premijer Liga  | 3          | 0          | 0     | 0     | 2              | 0              | —      | —      | 5      | 0      |
| 2021/22 | Koeban Krasnodar   | Eerste divisie | 8          | 0          | 1     | 0     | —              | —              | —      | —      | 9      | 0      |
| 2021/22 | Tabor Sežana       | Prva Liga      | 3          | 0          | 0     | 0     | —              | —              | —      | —      | 3      | 0      |
| 2022/23 | NK Rudeš           | 2. HNL         | 4          | 0          | 0     | 0     | 0              | 0              | —      | —      | 4      | 0      |
| 2023/24 | Tuzla City         | Premijer Liga  | 23         | 0          | 2     | 0     | 0              | 0              | —      | —      | 25     | 0      |
| 2024/25 | FC Francavilla     | Serie D        | 3          | 0          | 0     | 0     | 0              | 0              | —      | —      | 3      | 0      |
| Totaal  | Totaal             | Totaal         | 223        | 26         | 31    | 7     | 34             | 5              | 1      | 0      | 289    | 38     |

Bijgewerkt op 8 februari 2025.

## Interlandcarrière
Sušić kwam in aanmerking voor het Belgisch voetbalelftal, het voetbalelftal van Bosnië en Herzegovina en het Kroatisch voetbalelftal. Ondanks het feit dat de middenvelder uitkwam voor diverse jeugdelftallen van België, koos Sušić er toch voor om voor Bosnië en Herzegovina uit te komen. Daarnaast bedankte de middenvelder de trainer van Jong Kroatië, Nenad Gračan voor zijn oproep, om te spelen voor de Mladi Vatreni in 2013. Sušić debuteerde voor Bosnië en Herzegovina op 5 maart 2014. Op die dag werd een vriendschappelijke wedstrijd tegen Egypte met 2–0 verloren. De middenvelder kwam in de elfde minuut als invaller voor Samir Muratović het veld in en werd elf minuten voor tijd weer gewisseld voor Avdija Vršajević.
| Interlands van Tino-Sven Sušić voor Bosnië en Herzegovina | Interlands van Tino-Sven Sušić voor Bosnië en Herzegovina | Interlands van Tino-Sven Sušić voor Bosnië en Herzegovina | Interlands van Tino-Sven Sušić voor Bosnië en Herzegovina | Interlands van Tino-Sven Sušić voor Bosnië en Herzegovina | Interlands van Tino-Sven Sušić voor Bosnië en Herzegovina | Interlands van Tino-Sven Sušić voor Bosnië en Herzegovina |
| №                                                         | Datum                                                     | Wedstrijd                                                 | Uitslag                                                   | Competitie                                                | Goals                                                     |                                                           |
| Als speler bij Hajduk Split                               | Als speler bij Hajduk Split                               | Als speler bij Hajduk Split                               | Als speler bij Hajduk Split                               | Als speler bij Hajduk Split                               | Als speler bij Hajduk Split                               | Als speler bij Hajduk Split                               |
| --------------------------------------------------------- | --------------------------------------------------------- | --------------------------------------------------------- | --------------------------------------------------------- | --------------------------------------------------------- | --------------------------------------------------------- | --------------------------------------------------------- |
| 1                                                         | 5 maart 2014                                              | Egypte – Bosnië en Herzegovina                            | 2 – 0                                                     | Vriendschappelijk                                         |                                                           |                                                           |
| 2                                                         | 3 juni 2014                                               | Mexico – Bosnië en Herzegovina                            | 0 – 1                                                     | Vriendschappelijk                                         |                                                           |                                                           |
| 3                                                         | 21 juni 2014                                              | Nigeria – Bosnië en Herzegovina                           | 1 – 0                                                     | WK 2014                                                   |                                                           |                                                           |
| 4                                                         | 25 juni 2014                                              | Iran – Bosnië en Herzegovina                              | 1 – 3                                                     | WK 2014                                                   |                                                           |                                                           |
| 5                                                         | 9 september 2014                                          | Bosnië en Herzegovina – Cyprus                            | 1 – 2                                                     | EK 2016 kwalificatie                                      |                                                           |                                                           |
| 6                                                         | 10 oktober 2014                                           | Wales – Bosnië en Herzegovina                             | 0 – 0                                                     | EK 2016 kwalificatie                                      |                                                           |                                                           |
| 7                                                         | 13 oktober 2014                                           | Bosnië en Herzegovina – België                            | 1 – 1                                                     | EK 2016 kwalificatie                                      |                                                           |                                                           |
| 8                                                         | 31 maart 2015                                             | Oostenrijk – Bosnië en Herzegovina                        | 1 – 1                                                     | Vriendschappelijk                                         |                                                           |                                                           |
| Als speler bij KRC Genk                                   |                                                           |                                                           |                                                           |                                                           |                                                           |                                                           |
| 9                                                         | 10 oktober 2016                                           | Bosnië en Herzegovina – Cyprus                            | 2 – 0                                                     | WK 2018 kwalificatie                                      |                                                           |                                                           |

Bijgewerkt op 5 december 2024.

## Persoonlijk
Sušić werd geboren als zoon van Bosnisch oud-voetballer Sead Sušić en zijn Kroatische moeder Irena. Voormalig Joegoslavische voetbalinternational en huidige trainer Safet Sušić is een jongere broer van zijn vader.